# Xu Xi (peintre)
Xu Xi ou Hsü Hsi ou Siu Hi, originaire de Nankin, mort avant 975. Xe siècle. Peintre chinois d'animaux et de fleurs.

## Biographie
Il est actif sous la dynastie des Tang du Sud. Membre d'une famille éminente, il est bien connu comme peintre de fleurs et d'oiseaux, rival de Huang Quan. Dans l'œuvre intitulée Faisan dans les pivoines et les magnolias, le dessin est peut-être de lui mais l'exécution en couleurs sur fond bleu est sans doute plus tardive.

## Réalisme pictural et expression spontanée
- Peintures de fleurs, d'oiseaux et d'animaux.

En ces temps douloureux où la poésie chantée devient un mode d'expression majeur, se développe, en peinture, un genre délicat, celui de la peinture de fleurs, d'oiseaux et d'animaux, et, à cette époque particulièrement, nombre de grands peintres s'y adonnent d'excellente manière. L'expression « xiesheng » (littéralement « écrire la vie ») doit être attachée au XIe siècle à cette peinture faite d'après nature. Le plus ancien représentant de cette manière est alors Zhao Chang (Xe – XIe siècles).
D'après Guo Ruoxu (actif vers 1070-1080), ce peintre de très grand renom est certes hors pair dans le maniement des couleurs, mais médiocre sur d'autres points. Ruoxu ne cache pas sa préférence pour une école de fleurs et d'oiseaux qui se réclame d'un peintre originaire du Jiangnan (le pays au sud du fleuve), Xu Xi.
 Contemporain de Huang Quan, Xu Xi travaille à la cour de Li Yu. Il appartient à une famille notable du Jiangnan mais, contrairement à Huang Quan, il n'est pas un homme de cour. Indépendant par tempérament, il refuse toujours les charges publiques. Il peint en toute liberté, sans s'attacher à la ressemblance extérieure. Pour lui, l'essentiel est de donner à son œuvre souffle et structure. À cette fin, il trace d'abord à l'encre les branches, les feuilles, les pistils, les pétales et les fleurs. Il applique les couleurs après avoir campé les formes.
Ainsi son œuvre a presque même vigueur que celle de la nature. Il meurt avant que le dernier prince des Tang du Sud fasse sa soumission aux Song. Quand Li Yu dépose son mandat, toutes les peintures de Xu Xi en sa possession sont transférées à Kaifeng, la capitale de la dynastie nouvelle. L'empereur Taizong ne cache pas son admiration pour cette œuvre. Mais les peintres officiels en jugent autrement.  Huang Quan est reçu avec honneur à Kaifeng et n'aime pas  qu'on lui oppose un rival. Il ferme aux œuvres de Xu Xi les portes de l'Académie. Son fils Huang Jucai hérite de son autorité et maintient l'interdit. Xu Xi reste si peu connu que même son fils Xu Chongsi (XIe siècle) adopte la manière officielle.
Huang Quan et ses émules peignent d'après nature, leurs œuvres peuvent être copiées et servir de modèles aux jeunes peintres, alors que  Xu Xi, lui, « transcrit l'idée » (xieyi), c'est-à-dire donne libre cours à son inspiration. Dans un colophon  consacré à des Pivoines peintes par Xu Xi, le critique d'art Dong Yu écrit au début du XIIe siècle : (Guangchuan Huabo) « Ceux qui discutent de peinture disent:‹Exceller dans l'expression de la vie, et être capable de ne pas s'écarter de la vérité›. C'est ainsi (et il n'y a rien d'autre à dire). […] Si quelqu'un demande ce que signifie sheng yi ‹l'expression de la vie›, ils répondent : ‹On peut presque en parler comme du ziran [naturel]›, et si quelqu'un interroge au sujet du ziran, ils disent : ‹Qui ne s'écarte pas de la vérité l'obtient›. Au surplus, si l'on contemple tout ce qui prend vie dans l'univers, il n'est rien qui ne naisse par transformation d'un souffle unique. Son fonctionnement, ses mutations mystérieuses sont appropriés aux choses. Nul ne connaît le secret de ce processus. Ainsi est-ce naturellement qu'il se réalise ».

## Le développement de la peinture d'oiseaux-et-fleurs
Les fortes traditions établies à la cour des premiers Song par la famille Huang, du Sichuan, et les héritiers de Xu Xi, de Jinling, jettent les bases de toute la tradition  Song de peinture d'oiseaux-et-fleurs, de la même manière que Li Cheng crée le style Song de la peinture de paysage. Ces deux grandes traditions connaissent des développements notables au cours du onzième siècle, qui les modifient et les font progresser. Il est d'ailleurs frappant de constater que tant de peintres, tous novateurs et puissamment individualistes, se partagent les faveurs particulières du rigoureux, sévère et hautement moraliste qu'est l'empereur Shenzong.
Dans sa comparaison entre passé et présent, Guo Ruoxu soutient que, si n'importe quel grand maître Tang de la peinture d'oiseaux-et-fleurs pouvait renaître à son époque, il serait de loin inférieur aux grands maîtres du dixième siècle comme Huang Quan, Huang Jucai et Xu Xi, et que son œuvre semblerait primitive et terne. Ces trois maîtres sont les plus célèbres représentants du thème populaire des oiseaux-et-fleurs à avoir jamais vécu, et leur influence sur les Song et les époques ultérieurs est incalculable.
Pour les critiques de leur temps, Xu Xi et Huang Quan, en particulier, atteignent les sommets jumelés de l'expression artistique, Huang dans le domaine de l'aristocratie et de la richesse, Xu dans celui du lettré vivant dans sa retraite. L'œuvre de Xu Xi ne survit malheureusement pas, mais des peintures plausiblement associées à Huang Quan et à son fils cadet Huang Jucai illustrent les propos de Guo Ruoxu.
Xu xi et Huang Quan sont classés comme fondateurs de la peinture d'oiseaux-et-fleurs, par l'empereur Huizong lorsque celui-ci met l'accent sur les trois aspects de la peinture, Li Cheng est lui, classé premier maître de la peinture de paysage et Li Gonglin, premier maître de la peinture de personnages.

## Musées
- Kansas City (Nelson Gal. of Art):
  - Fleur Mudan, feuille d'album.
- Taipei (Nat. Palace Mus.):

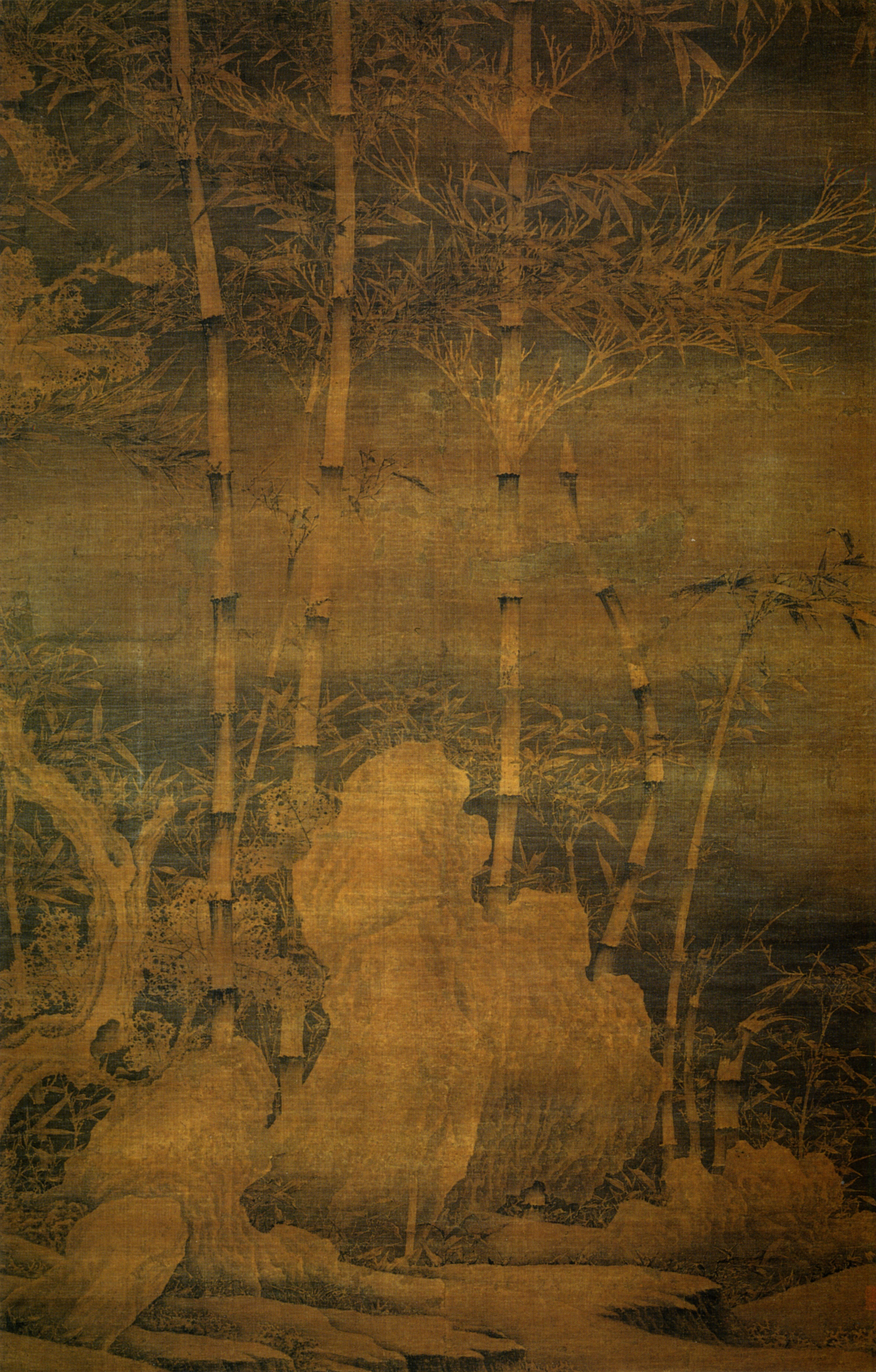
Bambous sous la neige Attribué à Xu Xi

  - Faisan dans les pivoines et les magnolias.